# Tor Arne
Tor Arne (Söderblom), född 16 mars 1934 i Åbo, är en finländsk målare. 
Arne studerade vid Ritskolan i Åbo 1953–1954 och Fria konstskolan 1956–1959. Han deltog i biennalen för unga konstnärer i Paris 1959 och debuterade i Finland 1960. Han har sedan början av 1970-talet aktivt ställt ut samtidigt som han verkat som lärare och rektor vid Fria konstskolan. Han framträdde i början med konstruktivistiska arbeten, men hans geometriska kompositioner mjukades upp mot slutet av 1970-talet. Från denna tid har färgen, valörerna och ljuset varit de viktigaste elementen i Arnes meditativa, lågmälda konst, som man även finner motsvarigheter till i den samtida internationella abstrakta konsten till exempel hos Mark Rothko. Ett undantag bland Arnes i regel små kompositioner utgör en monumentalare målning i Riksarkivet från 1974. Han tilldelades pris ur Marcus Collins minnesfond 1991 och Pro Finlandia-medaljen 2019.